# Pobedino (Kaliningrad, Krasnosnamensk)
Pobedino (russisch Победино, deutsch Schillehnen, 1938 bis 1945 Schillfelde, auch: Inglauden, 1938 bis 1945 Inglau, und: Strunzlaugken, 1938 bis 1945 Strunzhof, litauisch Šilėnai, auch: Ingliaudai und: Strunclaukis) ist eine Siedlung in der russischen Oblast Kaliningrad. Sie gehört zur kommunalen Selbstverwaltungseinheit Munizipalkreis Krasnosnamensk im Rajon Krasnosnamensk. Das ehemalige Strunzlaugken/Strunzhof ist verlassen.

## Geographische Lage
Pobedino liegt 16 Kilometer südöstlich der Rajonstadt Krasnosnamensk (Lasdehnen/Haselberg) und 19 Kilometer nordöstlich der einstigen Kreisstadt Dobrowolsk (Pillkallen/Schloßberg) an der Regionalstraße 27A-026 (ex R511). Innerorts zweigen zwei Landwege in Richtung der russisch-litauischen Staatsgrenze ab, die zu den verlassenen Ortsstellen von Eydgimmischken (1928 bis 1945: Hochfeld, russisch: Kowpakowo) bzw. Wisborienen (1938 bis 1945: Grenzhöhe, russisch: Liwny) führen. Bis 1945 war Schillehnen (Schillfelde) Bahnstation an der Bahnstrecke Kiauschen–Doristhal der Pillkaller Kleinbahn, die heute nicht mehr betrieben wird.

## Geschichte

### Schillehnen/Schillfelde

Schillehnen im nordöstlichen Ostpreußen, südöstlich von Tilsit und nordöstlich von Insterburg, auf einer Landkarte von 1908

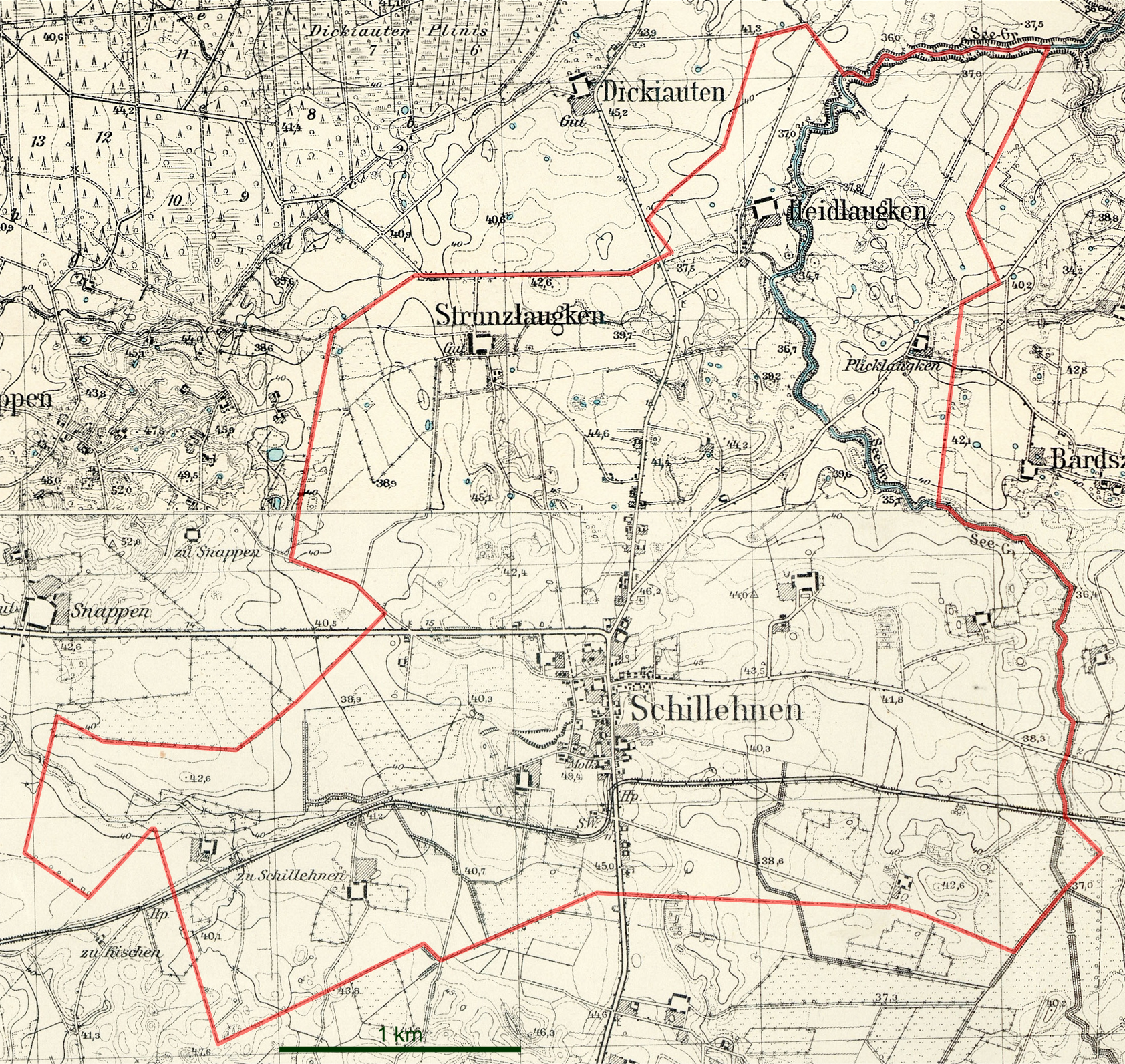
Die Gemeinde Schillehnen auf zwei Messtischblättern von 1927 und 1936

Im Jahre 1660 wurde der Ort als Skaißgirren zum ersten Mal erwähnt. Um 1780 wurde Schillehnen oder Skaisgirren als königliches Bauerndorf bezeichnet. Es gab damals dort eine Wind-, eine Mahl- und eine Ölmühle. 1874 wurde die Landgemeinde Schillehnen namensgebend für einen neu errichteten Amtsbezirk im Kreis Pillkallen. Zum Dorf gehörten nun neben zwei Kirchen und der Bahnstation eine Molkerei und ein Sägewerk. 1928 wurden der Gutsbezirk Strunzlaugken (s. u.) und die Landgemeinde Heidlaugken (s. u., nicht mehr existent) mit dem Wohnplatz Plicklaugken an die Landgemeinde Schillehnen angeschlossen. 1938 wurde Schillehnen in Schillfelde umbenannt. Die Ortsteile Strunzlaugken, Heidlaugken und Plicklaugken erhielten die neuen Namen Strunzhof, Holländerei und Plickfelde. In Folge des Zweiten Weltkrieges kam der Ort mit dem nördlichen Ostpreußen 1945 zur Sowjetunion.

#### Einwohnerentwicklung
| Jahr | Einwohner | Bemerkungen                 |
| ---- | --------- | --------------------------- |
| 1867 | 496       |                             |
| 1871 | 481       |                             |
| 1885 | 535       |                             |
| 1905 | 612       | davon 52 litauischsprachige |
| 1910 | 635       |                             |
| 1933 | 884       | in der erweiterten Gemeinde |
| 1939 | 899       |                             |

#### Heidlaugken/Holländerei
Heydlaucken, auch Hollendrey genannt, war um 1780 ein königliches Bauerndorf. Spätestens seit Mitte des 19. Jahrhunderts gehörte zu Heidlaugken auch der Wohnplatz Plicklaugken (Plicklaucken), auch Kruglaugken genannt, ein ehemaliges Schatulldorf. 1874 wurde die Landgemeinde Heidlaugken dem neu gebildeten Amtsbezirk Schillehnen zugeordnet.

##### Einwohnerentwicklung
| Jahr | Einwohner | Bemerkungen                                                     |
| ---- | --------- | --------------------------------------------------------------- |
| 1867 | 45        |                                                                 |
| 1871 | 44        | davon in Plicklaugken 15                                        |
| 1885 | 53        | davon in Plicklaugken 17                                        |
| 1905 | 49        | davon 37 litauischsprachige, insgesamt davon in Plicklaugken 11 |
| 1910 | 46        |                                                                 |

#### Strunzlaugken/Strunzhof
Das kölmische Gut Strunzlaugken wurde im Jahre 1778 gegründet. 1874 wurde auch der Gutsbezirk Strunzlaugken dem Amtsbezirk Schillehnen zugeordnet.

##### Einwohnerentwicklung
| Jahr | Einwohner | Bemerkungen                |
| ---- | --------- | -------------------------- |
| 1867 | 25        |                            |
| 1871 | 17        |                            |
| 1885 | 39        |                            |
| 1905 | 41        | davon 6 litauischsprachige |
| 1910 | 40        |                            |
| 1925 | 43        |                            |

#### Amtsbezirk Schillehnen/Schillfelde (1874–1945)
Zwischen 1874 und 1945 bestand der Amtsbezirk Schillehnen, der 1939 in „Amtsbezirk Schillfelde“ umbenannt wurde. Ihm gehörten anfangs sechs Landgemeinden und ein Gutsbezirk, am Ende noch fünf Gemeinden zu:
| Name             | Änderungsname von 1938 | Russischer Name nach 1945 | Bemerkungen                                     |
| ---------------- | ---------------------- | ------------------------- | ----------------------------------------------- |
| Heidlaugken      | Holländerei            |                           | 1928 nach Schillehnen eingegliedert             |
| Inglauden        | Inglau                 | (Pobedino)                |                                                 |
| Pawidlaugken     | Bruchdorf (Ostpr.)     |                           |                                                 |
| Schillehnen      | Schillfelde            | Pobedino                  |                                                 |
| Snappen          |                        | Cholmino                  |                                                 |
| Strunzlaugken    | Strunzhof              | (Pobedino)                | Gutsbezirk, 1928 nach Schillehnen eingegliedert |
| (Groß) Wingillen | Feuchtwiesen           |                           |                                                 |

Um 1900 gehörte offenbar zeitweise auch die Landgemeinde Brödszen, die ansonsten zum Amtsbezirk Wisborienen gehörte, zu diesem Amtsbezirk. Am 1. Januar 1945 bilden den Amtsbezirk Schillfelde die Gemeinden: Bruchdorf, Feuchtwiesen, Inglau, Schillfelde und Snappen.

### Inglauden/Inglau

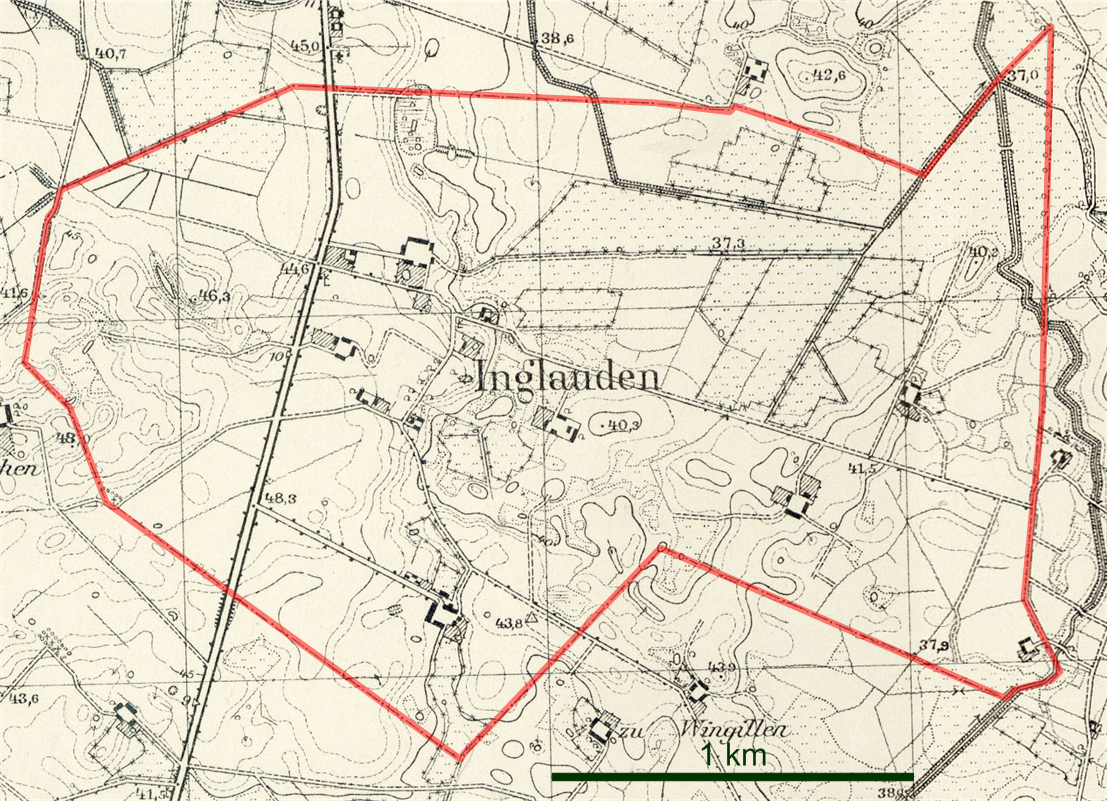
Die Gemeinde Inglauden auf einem Messtischblatt von 1936

Auch die Ersterwähnung des südlich von Schillehnen gelegenen Inglauden datiert im Jahr 1660. Um 1780 wurde der Ort als königliches Bauerndorf bezeichnet. 1874 wurde die Landgemeinde Inglauden in den Amtsbezirk Schillehnen eingeordnet. 1938 wurde Inglauden in Inglau umbenannt. 1945 kam auch dieser Ort zur Sowjetunion.

#### Einwohnerentwicklung
| Jahr | Einwohner | Bemerkungen                 |
| ---- | --------- | --------------------------- |
| 1867 | 203       |                             |
| 1871 | 181       |                             |
| 1885 | 187       |                             |
| 1905 | 117       | davon 44 litauischsprachige |
| 1910 | 135       |                             |
| 1933 | 122       |                             |
| 1939 | 140       |                             |

### Pobedino
Im Jahr 1947 wurde das eigentliche Schillehnen nach dem russischen Wort Pobeda für Sieg in Pobedino umbenannt und gleichzeitig Sitz eines Dorfsowjets im Rajon Krasnosnamensk. Im Ortsverzeichnis der Oblast Kaliningrad von 1976 wurden auch die ehemaligen deutschen Orte Inglauden/Inglau sowie (wieder) Strunzlaugken/Strunzhof zu Pobedino gezählt. Das ehemalige Strunzlaugken/Strunzhof wurde aber verlassen. Von 2008 bis 2015 gehörte Pobedino zur Landgemeinde Dobrowolskoje selskoje posselenije, von 2016 bis 2021 zum Stadtkreis Krasnosnamensk und seither zum Munizipalkreis Krasnosnamensk.

#### Einwohnerentwicklung
| Jahr | Einwohner |
| ---- | --------- |
| 1984 | ~ 600     |
| 2002 | 557       |
| 2010 | 534       |
| 2021 | 389       |

#### Pobedinski selski Sowet/okrug 1947–2008
Der Dorfsowjet Pobedinski selski Sowet (ru. Побединский сельский Совет) wurde im Juni 1947 eingerichtet. Im Jahr 1959 wurde der Mitschurinski selski Sowet (im Wesentlichen) an den Pobedinski selski Sowet angeschlossen. Nach dem Zerfall der Sowjetunion bestand die Verwaltungseinheit als Dorfbezirk Pobedinski selski okrug (ru. Побединский сельский округ). Im Jahr 2008 wurden die verbliebenen Orte des Dorfbezirks in die neu gebildete Landgemeinde Dobrowolskoje selskoje posselenije eingegliedert.
| Ortsname                       | Name bis 1947/50 | Bemerkungen |
| ------------------------------ | --- | --- |
| Beregowoje (Береговое)         | Nowischklen, 1928–1945:„Brämerhusen“                                                                                                | Der Ort wurde 1947 umbenannt und vor 1975 verlassen. |
| Berestowoje (Берестовое)       | Budupönen, 1938–1945:„Sandhöhe“ | Der Ort wurde 1947 umbenannt und war zunächst in den Dorfsowjet Mitschurinski eingeordnet. Er wurde vor 1988 verlassen. |
| Chalturino (Халтурино)         | ? | Der Ort wurde 1947 umbenannt. Als deutscher Name wurde dabei „Naspenen“ angegeben (vielleicht Albrecht-Naujehnen/Albrechtswalde?). Laut dem Ortsverzeichnis von 1975 lag der Ort fünf Kilometer von Pobedino entfernt. Er wurde vor 1988 verlassen. |
| Cholmino (Холмино)             | Snappen | Der Ort wurde 1947 umbenannt und vor 1988 verlassen. |
| Fjodorowka (Фёдоровка)         | (Groß) Warupönen, 1928–1945: (Groß) Lindenhof                                                                                       | Der Ort wurde 1947 umbenannt und vor 1975 verlassen. |
| Grusdewo (Груздево)            | Weszkallen/Weschkallen, 1938–1945:„Forsthusen“                                                                                      | Der Ort wurde 1947 umbenannt und war zunächst in den Dorfsowjet Mitschurinski eingeordnet. Er wurde vor 1975 verlassen. |
| Kowpakowo (Ковпаково)          | Eydgimmischken, 1928–1945: Hochfeld                                                                                                 | Der Ort wurde 1947 umbenannt und vor 1988 verlassen. |
| Kutusowo (Кутузово)            | Schirwindt | Der Ort wurde 1947 umbenannt und 1978 aus dem Ortsregister gestrichen. Im Jahr 1997 wurde er (wieder) in den Dorfbezirk Dobrowolski aufgenommen. |
| Leskowo (Лесково)              | Rammonischken, 1938–1945:„Hagenfließ“                                                                                               | Der Ort wurde 1947 umbenannt und war zunächst in den Dorfsowjet Mitschurinski eingeordnet. |
| Liwny (Ливны)                  | Wisborienen, 1938–1945:„Grenzhöhe“; Uszdrawen/Uschdrawen, 1938–1945:„Beutnerwalde“; Siemoken, 1938–1945:„Hintertannen“ und Klischen | Der Ort wurde 1947 umbenannt und vor 1988 verlassen. |
| Mitschurino (Мичурино)         | Lasdinehlen, 1938–1945:„Sommerswalde“, und Augstutschen [Fh.], 1938–1945:„Hagenfließ [Fh.]“                                         | Der Ort wurde 1947 umbenannt und war zunächst Sitz des Dorfsowjets Mitschurinski. |
| Nachimowo (Нахимово)           | Bardszen/Bardschen, 1938–1945:„Barschen“                                                                                            | Der Ort wurde 1947 umbenannt und vor 1975 verlassen. |
| Nowopawlowka (Новопавловка)    | Duden, 1938–1945:„Dudenfelde“ | Der Ort wurde 1947 umbenannt und vor 1988 verlassen. |
| Ostrogoschskoje (Острогожское) | Uszbördszen/Uschbördschen, 1938–1945:„Karpfenwinkel“                                                                                | Der Ort wurde 1947 umbenannt und war zunächst in den Dorfsowjet Mitschurinski eingeordnet. |
| Owraschkino (Овражкино)        | Budupönen, 1938–1945:„Moosbach“ | Der Ort wurde 1947 umbenannt und vor 1975 verlassen. |
| Paporotnoje (Папоротное)       | Plonszöwen, 1936–1945:„Waldhufen“, und Sturmen                                                                                      | Der Ort wurde 1947 umbenannt und war zunächst in den Dorfsowjet Mitschurinski eingeordnet. |
| Pobedino (Победино)            | Schillehnen, 1938–1945:„Schillfelde“                                                                                                | Verwaltungssitz |
| Rasino (Разино)                | Doristhal | Der Ort wurde 1947 umbenannt und vor 1975 verlassen. |
| Rossoschanskoje (Россошанское) | Rucken und Waldlinden | Der Ort wurde 1947 umbenannt und war zunächst in den Dorfsowjet Mitschurinski eingeordnet. Er wurde vor 1975 an den Ort Ostrogoschskoje angeschlossen.                                                                                              |
| Scharowo (Жарово)              | Szardehlen, 1938–1945:„Scharden“, und Martingken, 1938–1945:„Martingen“                                                             | Der Ort wurde 1947 umbenannt. |
| Sredneretschje (Среднеречье)   | Klein Darguszen/Klein Darguschen, 1938–1945:„Grenzheide“                                                                            | Der Ort wurde 1947 (als Darguschen) umbenannt und war zunächst in den Dorfsowjet Mitschurinski eingeordnet. Er wurde vor 1988 verlassen. |
| Wyssokoje (Высокое)            | Alxnupönen, 1938–1945:„Altsnappen“                                                                                                  | Der Ort wurde 1947 umbenannt und war zunächst in den Dorfsowjet Mitschurinski eingeordnet. |

## Kirche

### Evangelisch

#### Kirchengebäude
Die Schillehner evangelische Kirche wurde in den Jahren 1794 bis 1796 errichtet. Es handelte sich um eine heimelig wirkende Fachwerkkirche mit Ziegeldach und Holzturm, der nach Blitzschlag im Jahre 1825 teilweise abgetragen werden musste. Die Kirche verfügte über eine schlichte Innenausstattung mit Kanzelaltar. Das Gebäude überstand nicht den Zweiten Weltkrieg. Seine Ortsstelle ist nicht mehr auffindbar.

#### Kirchengemeinde
Schillehnen wurde im Jahre 1793 evangelisches Kirchdorf. Ihm wurde ein mehr als 30 Orte umfassendes Kirchspiel – darunter auch Inglauden und Strunzlaugken – zugeordnet. Die 1795 errichtete Pfarrstelle war bis 1945 ununterbrochen besetzt. Im Jahre 1925 zählte die Pfarrei Schillehnen 3.300 Gemeindeglieder. Sie war bis 1945 in den Kirchenkreis Pillkallen (Schloßberg) innerhalb der Kirchenprovinz Ostpreußen der Kirche der Altpreußischen Union eingegliedert. Heute ist die für Pobedino und seine Ortsteile Babuschkino (Groß Degesen) die nächstgelegene evangelisch-lutherische Gemeinde. Sie gehört zur Propstei Kaliningrad der Evangelisch-lutherischen Kirche Europäisches Russland.

### Katholisch
Die zahlenmäßig wenigen katholischen Kirchenglieder von Schillehnen und Umgebung gehörten einst zur Pfarrei in Tilsit (heute russisch: Sowetsk), dann zwischen 1874 und 1930 zur Pfarrgemeinde Bilderweitschen (1938 bis 1946: Bilderweiten, heute russisch: Lugowoje). Im Jahre 1930 wurde in Schillehnen eine eigene katholische Pfarrei errichtet, nachdem der Ort bereits im Jahre 1925 ein katholisches Gotteshaus erhalten hatte, das dem Hl. Erzengel Michael geweiht war. Bis 1945 gehörte die Pfarrei Schillehnen (Schillfelde) mit ihren etwa 600 Pfarrkindern zum Dekanat Tilsit im Bistum Ermland der Katholischen Kirche. Das Kirchengebäude hat den Krieg überlebt und wird heute fremdgenutzt. So ist die Memelstadt Sowetsk nun wieder der nächstgelegene katholische Pfarrort für Pobedino.

## Söhne und Töchter des Ortes
- Franz Leiner (1877–1951), Wasserbauingenieur
- Gerhard Barkleit (* 1943), Physiker, Wissenschaftshistoriker und Publizist